# ستار تانریوقن
ستار تانری اویَن (ترکی استانبولی: Settar Tanrıöğen؛ زادهٔ ۲۲ اکتبر ۱۹۶۰) هنرپیشه اهل ترکیه است.
از فیلم‌ها یا برنامه‌های تلویزیونی که وی در آن نقش داشته‌است می‌توان به راهزنی، تقوی: ترس یک مرد از خدا، شربت زغال اخته و اکثریت اشاره کرد. او با سریال شربت زغال اخته تقریبا به شهرت رسید و شناخته شد.